# Acherontia lachesis
Acherontia lachesis – gatunek ćmy z rodziny zawisakowatych.

## Taksonomia
Łacińska nazwa zmierzchnicy wiąże się z mityczną rzeką Acheron. Epitet gatunkowy odnosi się z kolei do Mojry Lachesis, strzegącej nici żywota w mitologii greckiej.

## Morfologia
Rozpiętość skrzydeł, składanych w charakterystyczny sposób i zakrywających brzuch, wynosi około 100–132 mm. Zaniepokojony osobnik rozpościera je, wydając z siebie pisk.
Podobnie jak w przypadku blisko spokrewnionej zmierzchnicy trupiej główki, na grzbiecie, w większości czarnym, występuje rysunek nasuwający na myśl ludzką czaszkę. Brzuszna strona ciała jest jaśniejsza od grzbietowej. U samców mieści się na niej więcej czerni niż w przypadku samic. Koniec mesonotum i metanotum, a także brzeg widniejącej na grzbiecie czaszki, porastają czerwone włoski. Czułki kończą się białymi łuskami, rozciągającymi się bardziej niż u zmierzchnicy trupiej główki. Są także dłuższe niż u krewniaczki, a w przypadku samic także cieńsze (u osobników męskich nie ma różnic w grubości czułków pomiędzy gatunkami).
Pulpi obficie rozdzielają się na końcach. Otwór waginalny u samic zaopatrzony jest proksymalnie w poprzeczną krawędź lub płatek, zaginający się bocznie.

## Występowanie
Motyl ten zamieszkuje większą część krainy orientalnej i rejony przyległe – od Indii, Pakistanu i Nepalu aż po Filipiny, Indonezję, południową Japonię (wyspy Riukiu, Kiusiu, choć starsze źródła nie podają jeszcze tego kraju) i południowy Dalekowschodni Okręg Federalny Federacji Rosyjskiej. Na Tajwanie zajmuje okręgi Hualian, Kaohsiung oraz okręg i miasto Tajpej, w Chinach natomiast Hebei, Pekin, Szantung, Shaanxi, Henan, Jiangsu, Anhui, Szanghaj, Zhejiang, Hubei, Syczuan, Chongqing, Junnan, Tybet, Kuejczou, Hunan, Jiangxi, Fujian, Guangdong, Hongkong, Kuangsi. Niedawno gatunek swym zasięgiem występowania objął też Hawaje.
Lokalizacja typowa to rejon indo-malajski (India orientalis).

## Tryb życia i zachowanie
Owad ten prowadzi nocny tryb życia.
Uwielbia miód. Naśladuje swym zapachem pszczołę miodną, by dostać się do ula. Silnym i solidnie zbudowanym językiem przebija plaster, by spijać miód. Atakuje kilka gatunków pszczół.

## Rozmnażanie
Samica składa mierzące około 2 mm średnicy jaja na spodniej stronie liści różnych roślin, za Bellem i Scottem wymienia się wśród nich między innymi następujące rodziny:
- bignoniowate
- bobowate
- oliwkowate
- psiankowate
- jasnotowate
- werbenowate

Larwy koloru brązowoszarego (najczęściej), zielonego i żółtego, osiągające nawet ponad 1 dm długości widuje się na roślinach, jak np. Erythrina speciosa, od maja do lipca. Larwy żółte zdobią czerwone skośne pasy, larwy zielone mają pasy żółte z niebieskim na przedzie. Obserwowane także larwy schodzące po pniu w celu przepoczwarzenia się na ziemi.
Kasztanowa z czarnymi grzbietowymi segmentami 4–6 poczwarka mierzy od 57 do 87 mm długości i 14 mm szerokości
Wylot ma miejsce w różnym miesiącu w zależności od rejonu geograficznego:
- w kwietniu i maju na Tajwanie w okręgu Kaohsiung
- w maju i czerwcu w Guangdong (Chiny)
- w czerwcu obserwuje się go w okręgu Hualian (Tajwan)
- w sierpniu także w Guangdong oraz w Jiangxi, Fujian, Anhui (Chiny)
- Hongkong, Syczuan, Junnan, Zhejiang (Chiny) obserwują go w czerwcu
- w Henan i Kuejczou (Chiny) ma on miejsce od czerwca do lipca
- w lipcu odbywa się on w Szanghaju (Chiny)
- od sierpnia do początku września w Kraju Nadmorskim w Rosji
- we wrześniu w Japonii na wyspie Kiusiu

W Hongkongu motyla widuje się od marca do października, zwłaszcza zaś od kwietnia do sierpnia.

## Parazytoidy
Parazytoidy nękające gatunek zaliczają się do rodziny gąsienicznikowatych (Ichneumonidae). Wymienia się tu gatunki Amblyjoppa cognatoria, Quandrus pepsoides.

## Status
Zasięg występowania motyla obejmuje obszary chronione. Wymienić tu można Taroko National Park w okręgu Hualian (Tajwan).